# Амели Моресмо
Амели Симон Моресмо (на френски: Amélie Simone Mauresmo /ameli simɔn moʀɛsmo/) е професионална тенисистка от Франция. Тя е бивша номер 1 и в кариерата си печели две титли от Големия шлем.
Моресмо за пръв път стъпва на върха на 13 септември 2004, задържайки се там 5 седмици и става едва четиринадесетият номер 1 в женския тенис откакто е въведено компютърно изчисление на точките. Амели е известна с мощния си бекхенд с едната ръка (рядкост в съвременния женски тенис) и силна игра на мрежата. Тренира под ръководството на Луи Кортьо.

## Кариера
Като малка наблюдава и е впечатлена от играта на Яник Ноа, с която той успява да спечели Ролан Гарос през 1983 г. Едва 4-годишна тя започна да се изявява на корта. 10 години по-късно Амели записва първото си участие в тенис турнир – в Марсилия ($10 000), където губи мача с 1 – 6, 6 – 1, 6 – 1 от 522-рата в света Андреа Нозали (Унгария), която по ирония на съдбата, макар победила бъдещата номер едно в света никога не успява да влезе в топ 200. През следващата година следват поредица от турнири, но Амели не записва добри класирания (винаги отпада в първия кръг на основната схема или в първия кръг на квалификациите); успех постига само във Фринтън на трева, където стига до полуфинал. През 1995 Моресмо прави крачка към амбицията си – дебют в турнир на WTA Тур, на Ролан Гарос, минава квалификациите с уайлд кард, но отпада в първия кръг след мач с Натали Будон-Форлан от Италия. В общо 11-те турнира, в които участва, успява да запише 14 победи и 10 загуби, а по време на сезона записва и първата си титла – ITF, Сен Рафаел ($10 000). Успява да спечели и още две титли – на двойки в Сен Рафаел и Ле Туке.
1996 е годината когато Амели успява да запише и първата си титла на турнир от Големия шлем – Ролан Гарос'96, макар и сред юношите. Иначе успява да запише първите си победи в основната схема на голям турнир – Ролан Гарос (отпада от Шулц-Макарти във втория кръг след 4 – 6, 7 – 5, 5 – 7 във втория кръг) и Розмален (не се справя с Майоли във втория кръг); отпада в квалификациите в Откритото първенство на Австралия и Париж. През следващите 12 месеца стига 2-рия кръг на Ролан Гарос (губи от Щефи Граф след 6:3 6:3). Отпада в първия кръг на два пъти, а в квалификациите – общо 9 (включително в Австралия и Великобритания). Печели още две титли на сингъл на турнири с по $50 000 награден фонд. На 22 декември стъпва на позиция номер 100 (с което прави дебюта си в стотицата), скоро след като е сред финалната четворка в Бад Гогинг, Германия.
През 1998 е първият сезон в стотицата, в който няма как да не отбележим първият финал на турнир от I категория – в Берлин Амели спасява мачбол в квалификациите (срещу Павлина Стоянова-Нола), след това се справя с номер 2 Линдзи Дейвънпорт и номер 3 Новотна по пътя си – първите победи на състезателки от топ 10, но губи в мача за титлата от Кончита Мартинес; чрез този турнир подобрява рекорда от 1983 година (в Токио, Бондер, номер 54 тогава) за преборване на 2 състезателки от топ 3 с най-ниско класиране в световната ранглиста (Амели е 65 тогава). В същото време е първият квалификант и четвъртата най-ниско класирана жена в ранглистата достигнала финал на турнир от I категория. Достига четвъртфиналите в Прага (отстранява деветата в света Натали Тозиа и постига трета победа над състезател от топ 10 за сезона); трети кръг в Австралия (загуба от Винъс Уилямс) и Ю Ес Оупън (отстранена от световната номер 1 Мартина Хингис след 3 сета). Седем пъти отпада във втория кръг, шест в първия, а в три други случая се проваля в квалификациите.

### По пътя към десетката (1999 – 2002)
1999 е първата година, в която Амели Моресмо успява да се затвърди като част от световния елит и завършва във финалната десетица (на десетото място). Сътворява сензацята в Австралия – едва като номер 29 в света побеждава деветата Пати Шнидер във втория кръг и водачката в световната ранглиста Линдзи Дейвънпорт на полуфинала след 4 – 6, 7 – 5, 7 – 5, но губи мача за титлата след два сета срещу втората най-добра тенисистка тогава Мартина Хингис (2 – 6, 3 – 6) и така става третата французойка, достигнала финал на турнир от Големия шлем в историята. Справя се отлично в Братислава, където грабва първата си титла след победа над Клайстърс на финала, достига до заключителните мачове и в закрития турнир в Париж (побеждава номер 1 в света Хингис, но не и Серена Уилямс след тайбрек в третия сет). Играе полуфинали в Рим и Линц, както и на четвъртфиналите в Ню Хевън (записва поредна победа над състезателка от топ 10 – Жули Халард-Деку) и в Токио. В САЩ) достига шестнайсетинафиналите, а в Ролан Гарос|Франция – едва втори кръг. Разтегнат глезен и попречва да участва и в най-големия турнир на тревни кортове Уимбълдън. Малко преди това, обаче, на 10 май Амели става част от „клуба на французойките в челната десетка“ (заедно с Пиърс и Тозиа) и така Франция е едва третата страна в историята, успяла да вкара трима свои състезателки в елитната десетка (след САЩ и Австралия).
2000-ната обаче Амели завършва като номер 16. До края на сезона обаче тя грабва втората в кариерата си титла на турнира в Сидни, като по пътя си се справя с Мери Пиърс (№5 в света), Мартина Хингис (№1) и Линдзи Дейвънпорт (№2) в последните си три мача от турнира. Така Амели е четвъртата тенисистка в историята, победила последователно 3 тенисистки от топ 5 на турнир, непринадлежащ от веригата на Големия шлем; пада и още един рекорд – французойката е най-нискокласираната в ранглистата тенисистка в историята (№9), победила в два последователни дни номер 1 и номер 2 в света от ноември 1975 г. (днес вече подобряван на два пъти – от десетата в света Моника Селеш в Сан Диего през 2001, а след това и от четиринайсетата Дженифър Каприати); в същото време е и единствената тенисистка в състояние да победи Линдзи Дейвънпорт през септември 1999 – април 2000. Остава втора в Бол (загуба от Писник) и Рим (побеждава номер 5 (Пиърс) и 10 (Санчес-Викарио в света по пътя към финала, който губи след битка с Моника Селеш). Отпда на полуфинала в Хановер (губи от Серена Уилямс след 6 – 7 в третия сет) и Москва (губи от Мартина Хингис). На най-големите турнири през годината не е особено убедителна – сред най-добрите шестнайсет е на Ролан Гарос, но губи във втория кръг на Откритото първенство на Австралия и още първите си мачове на Уимбълдън и Олимпиадата в Сидни. На двойки печели първата си титла в Линц, а по-рано през сезона контузии в гърба я изкарват извън корта за седем седмици и така е принудена да загуби шанс за втора победа в основната схема на Индиън Уелс, а по-късно болки в глезена я принуждават да пропусне Ю Ес Оупън, но и Шампионата на WTA Тур поради проблеми с крака. В Рим Амели показва голямото си сърце и дарява своята награда от полуфинала на двойки ($6,750) италиански деца, пострадали от автомобилни катастрофи.
Следва още едно класиране в елитната десетка в края на сезона през 2001 г. след 4 спечелени трофея и поредица от 16 победи и титли в Париж (побеждава номер 8 Курникова), Ница и Амелия Айлънд (побеждава десетата в света Кьотцер на финала); след това се завръща в топ 10 като номер 9 и изпреварва Мери Пиърс – така за първи път в кариерата си е първата ракета на френския женски тенис. На клей губи четвъртфинала в Чарлстън от Хингис, но се реваншира на феновете си в турнирната седмица в Берлин – по пътя към титлата „взема скалповете“ на Кьотцер (№8), Хингис (№1) и Каприати (№4) в последните си 3 мача към короната, всеки от тях в 3 сета; остава с „италианското сребро“ в Рим (за втора поредна седмица побеждава номер 1 в света Мартина Хингис на полуфинала, едва третият играч в историята постигал това след Линдзи Дейвънпорт през 1999 и Моника Селеш през 2001, непреодолима се оказва Йелена Докич. Играе на полуфиналите в Сидни и четвъртфинали в Ню Хевън и Филдерщат. За първи път влиза в челната петица на 19 февруари и баланс от 25 – 1 (победи-загуби) между 5 февруари и 20 май. Губи в четвъртфинала на Ю Ес Оупън, четвъртия кръг на Откритото първенство на Австралия, третия на Уимбълдън и едва първия на Ролан Гарос. Преумората и пречи да играе в Бол, Ийстбърн и Цюрих, както и да се представи на ниво в последния за сезона турнир – Шампионата на WTA Тур, на който отпада още в началната фаза след загуба от сънародничката си Сандрин Тесту.12 месеца по-късно обаче Амели така и няма да се включи в надпреварата, но не защото не е завоювала дори по-добри позиции (завършва като номер 4 в сравнение с 6-ото място през 2001), а поради проблеми с възпалено дясно коляно. Успява да спечели титлите в Дубай (побеждава шестата в света Моника Селеш и Монреал (№3 Каприати на финала). През сезона достига до 6 полуфинала, сред които и тези в Лондон (прегазва номер 3 Дженифър Каприати на четвъртфинала, но не и Серена Уилямс в следващия си мач) и Ню Йорк (№7 Ким Клайстърс и №3 Дженифър Каприати са извън битката след мачовете си с Амели, но непреодолима се оказва другата сестра Уилямс – Винъс – четвъртата в историята поставена извън топ 4, постигнала това след Каприати (1991), Стоув (1977) и Розмари Касалс (1969). На само мач от финала остава в Париж, Антверпен, Москва и Филдерщат (губи от бъдещия шампион Клайстърс след като не реализира мачбола си при 5 – 3 в третия сет); шест четвъртфинала, включително Откритото първенство на Австралия и четвъртия кръг на Ролан Гарос. Равносметките показват, че за първи път в кариерата си преминава границата от $1,000,000 в рамките на един сезон.

### През петицата до върха (2003 – 2005)
За първи път едва през 2003 г. Амели успява да завърши годината сред петте най-елитни тенисистки в света. Успехите я съпътстват през целия сезон, като едва 3 пъти от общо 17 турнирни участия се проваля по пътя си към четвърфиналите. Титли от Варшава, заслужена след успех над №10 Докич на полуфинала и отказване на третата в света Уилямс поради проблеми с корема, и Филаделфия (справя се с №9 Мискина). Таблицата долу показва и четири неуспешни финала, сред които този в Рим (по пътя си отстранява №7 Дженифър Каприати и №1 Серена Уилямс), Москва (победа над №8 Елена Дементиева) и Шампионата на WTA Тур (2 победи и една загуба в груповата фаза; побеждава №9 Елена Дементиева, №2 Жустин Енен-Арден на полуфинала, но не и водачката в ранглистата Ким Клайстърс на финала). Губи три полуфинала и пет четвъртфинала, сред които са и четвъртфиналите на Ролан Гарос (за първи път при деветото си участие там) и Ю Ес Оупън;остава единственият играч през 2003, който успява да победи и двете сестри Уилямс. В същото време не губи нито един от осемте си мача с фланелката на Франция на Фед Къп и повежда французойките към втора титла. Но успехите са на висока цена – започва сезона едва през февруари след тежка контузия, а по-късно здравословните проблеми ѝ пречат да се включи в Уимбълдън. Но едва ли в дългите дни извън корта е предполагала какви успехи ще я сполетят през следващата година – 5 титли, но и достигане до заветното първо място, първата (и единствена) французойка, стъпвала на върха на световния женски тенис. Изключително успешно представяне на турнирите на клей – печели последователно турнирите от първа категория в Берлин (побеждава Дженифър Каприати на полуфинала и вдига високо титлата след като другата финалистка Винъс Уилямс се отказва поради проблеми с глезена още преди мача да е започнал) и Рим (отново побеждава Каприати на дългия цели 2 часа и 30 минути финал с резултатт 3 – 6,6 – 3,7 – 6; успява да спаси мачбол при 5 – 4 в третия сет) и така става третата тенисистка в историята спечелил титлите от Берлин и Рим в една и съща година (след Щефи Граф през 1987 и Моника Селеш през 1990). В Монреал по-късно през сезона прекършва съпротивата на Лиховцева на финала и взима третата си титла от първа категория, а след Ю Ес Оупън на 13 септември Амели става четиринайсетата жена в историята изкачила върха на световния женски тенис, като задържа короната за 5 седмици преди Линдзи Дейвънпорт да си я вземе обратно на 18 октомври. В края на годината печели и титлите в Линц и Филаделфия (справя се с Винъс Уилямс и Вера Звонарьова по пътя към финала). Финалистка на 3 турнира, сред които и този в Амелия Айлънд – на полуфинала побеждава номер 1 в света Жустин Енен-Арден с 6 – 7(4), 7 – 5, 6 – 3 като спасява мачбол при 5 – 4 във втория сет; в крайна сметка губи от Дейвънпорт. Полуфинали в Ийстбърн, Уимбълдън (губи от Серена Уилямс след 6 – 7(4), 7 – 5, 6 – 4 след като е повела с 4 – 1 във втория сет) и Шампионата на WTA Тур (не губи нито сет в груповата фаза и дори побеждава бъдещата шампионка Шарапова; все пак не се справя със Серена Уилямс – 4 – 6, 7 – 6(2), 6 – 4 след като е повела с 3 – 1 във втория сет; щеше да завърши годината като номер 1 в световния тенис ако бе спечелила титлата). На четири пъти играе четвъртфинал, три от които на турнири от Големия шлем (проблемите с разтежение по време на мача с Молик в четвъртия кръг не ѝ пречат да завърши мача в своя полза, но не ѝ дават да продължи напред и вместо нея на полуфинала продължава Фабиола Зулуага). Постига най-много победи през сезона – 63 (колкото има и Линдзи Дейвънпорт) макар да пропуска цели 7 от предварително заплануваните турнири, сред които тези в Индиън Уелс, Чарлстън и Москва.
През 2005 Амели отново е част от „голямата петица“; през сезона грабва 4 титли, сред които е и първата ѝ титла от Шампионата на WTA Тур, за който се класира за седми пореден път (макар да пропуска тези през 2000 и 2002 поради контузии) и достига трети пореден полуфинал или по-добре с резултат в груповата фаза 2 – 1 (справя се с №2 Клайстърс и №7 Дементиева, но не взима повече от сет срещу №5 Пиърс; след това побеждава защитаващата титлата си №3 в света Мария Шарапова със 7 – 6(1), 6 – 3 на полуфинала и се реваншира за загубата си срещу Мери Пиърс след 5 – 7, 7 – 6(3), 6 – 4 във финал, продължил 3 часа и 6 минути – вторият най-дълъг в историята на Шампионатите, по-кратък само от пет-сетовия трилър Селеш – Сабатини през 1990; в същото време това е и първият изцяло френски финал в историята на турнира. Сред останалите три титли са и тази в Антверпен, където, макар в крайна сметка да успвява да победи Винъс Уилямс с 4 – 6, 7 – 5, 6 – 4 на финала, преди това допуска да бъде поведена с 5 – 3 във втория сет и 4 – 2 в третия) и шестата в кариерата ѝ на турнир от I категория – в Рим. На три пъти губи финал, а в други четири турнира остава на крачка от финала – в Доха (губи от Алиша Молик; би могла да се завърне на върха, ако бе спечелила двубоя), Маями, Уимбълдън и Торонто, на три пъти губи четвъртфинали, включително в Мелбърн, Берлин и Ню Йорк, а на други 5 от общо 19 участия остава на крачка от заветната осмица, включително на Ролан Гарос, където губи от бъдещата звезда на женския тенис Ана Иванович в три сета. Прекарва целият сезон в челните четири позиции и достига първия си голям финал на двойки в Уимбълдън. Като част от представителния тим на Франция за Фед Къп губи мача си на сингъл срещу №8 Дементиева в три сета и този на двойки с Пиърс срещу Дементиева/Сафина.

### Годината на Амели (2006)
2006 е най-добрата година в кариерата на Амели, печели първите си два турнира от Големия шлем и задържа първата позиция в ръцете си през по-голямата част от годината; седем години след като достига до първия си голям финал (1999), тя отново е там – като трета в схемата, побеждава №2 в турнира Ким Клайстърс на полуфинала (отказване поради проблеми в областта на глезена на десния крак), а след това и Жустин Енен-Арден на финала след 6 – 1, 2 – 0 и отказване на белгийката поради болки в корема. След 28 януари 26-годишната французойка се вписва в историята на тениса като второто най-дълго чакане до голяма титла – печели първия си Голям шлем след цели 32 участия. Печели също и трофея в Уимбълдън (справя се с шампионката от 2004 Шарапова на полуфинала и Жустин Енен-Арден на финала) – първата френска шампионка в историята на Уимбълдън, откакто турнирът е в този си формат, и първата французойка с титлата на турнира от близо 90 години насам. Печели още две титли на турнири от втора категория – в Париж (закрит) (като топпоставена, спасява мачбол в полуфинала срещу Татяна Головен) и в Антверпен. Губи три финала – в Доха (побеждава Хингис на полуфинала), в Пекин (прекъсва серията от 9 поредни победи за Линдзи Дейвънпорт – първата от януари 2000 на турнира в Сидни; на четвъртфинала и се справя с Йелена Янкович при 7 – 6 в третия сет) и Шампионата на WTA Тур (губи от Петрова, но не и от Хингис и Енен-Арден; побеждава Ким Клайстърс на полуфинала, но търпи поражение от Жустин Енен-Арден на финала, едва 2 дни след като е демонстрирала способностите си над белгийката в груповата фаза). На три пъти губи полуфинали – Маями (губи от Кузнецова), Берлин (справя се с Хингис на четвъртфинала, но търпи поражение от Енен-Арден) и Ю Ес Оупън (побеждава Серена Уилямс на 1/16-финала, но губи от третата поставена и бъдеща шампионка Шарапова в три сета – 0 – 6, 6 – 4, 0 – 6 и така за първи път в историята на Откритата Ера полуфиналистка губи два сета на нула). Четири пъти играе четвъртфинал – Дубай (губи от Кузнецова след 7 – 6(11), 6 – 4, след като изпуска 3 сетбола скоро след като е повела с 3 – 0 в тайбрека; прекъсва серията си от 16 поредни победи, започнала в Мелбърн), Ню Хевън, Москва (губи от Никол Вайдишова след 6 – 1, 7 – 5, 7 – 6(3) след като е повела с 5 – 2 във втория сет и не реализира цели 3 мачбола) и Цюрих (отказва се преди началото на мача срещу Хантухова). Започва сезона като номер 3, изкачва се до номер 2 на 30 януари (след Откритото първенство на Австралия) и на 20 март става номер 1, оставайки там 34 седмици, губи я след като не успява да защити титлата си от Шампионата на WTA Тур; изместена е от Жустин Енен-Арден и Мария Шарапова и завършва като едва трета в света. Печели втората си титла на двойки със Светлана Кузнецова в Ийстбърн. Става и най-бързо спечелилата $1,000,000 от наградни фондове тенисистка в историята след полуфинала в Антверпен и подобрява рекорда на Жустин Енен от 2004 с цял месец. Във Фед Къп Франция губи с 4 – 1 от Италия (побеждава Флавия Пенета, но търпи поражение от Франческа Скиавоне.

### Не чак дотам добре... (2007)
През сезон 2007 Амели се представя на приливи и отливи – справя се отлично с европейските турнири на закрито – първо стига полуфинал в Париж (закрит) (№2 в схемата и защитаващ титлата си шампион; губи от №4 в турнира и бъдещ шампион Надя Петрова след 5 – 7, 6 – 4, 7 – 6(7), след като е водела с 4 – 1 в третия сет и изпуска мачбол в тайбрека), а след това печели и първата си титла (единствена) за годината в Антверпен. Достига още два финала – в Дубай и Ийстбърн (7 – 5, 6 – 7(4), 7 – 6(2) след като е повела 4 – 1 и два мачбола в третия сет) – и двата загубени от №1 в света Жустин Енен и поправя статистиката на титли-финали на 24 – 22. В същото време се представя колебливо в началото на годината – губи четвъртфинала в Сидни и 1/16-финала в Мелбърн (защитава титлата си като №2 в схемата; губи от [[Луцие Шафаржова след 6 – 4, 6 – 3 след като води с 6 – 4 в първия сет). Големите очаквания не остават оправдани след ранните загуби в Берлин (№2 в турнира, губи от Вакуленко в три сета) и Рим (№1 в схемата, губи от Стосър след 7 – 6 в третия сет, не успяла да реализира нито един от двата си мачбола и да използва преднината си от 4 – 1 в третия сет). В Ролан Гарос|Франция отпада след мача си с Шафаржова в третия кръг, а в Лондон непреодолима се оказва друга чехкиня – Никол Вайдишова. След края на турнира Амели изпада до номер 6 в световната ранглиста – за първи път извън челната петица от ноември 2003. Пропуска турнирите в Торонто и Ню Йорк с цел успешно възстановяване от операция на апандицита.

### Представяне на турнири от Големия шлем
Макар Моресмо да е сред най-добрите играчи на WTA Тур през последните няколко години, тя не успява да спечели турнир от Големия шлем до 2006 г. Талантът ѝ никога не е бил поставян под въпрос, но Моресмо често бе критикувана за не особено стабилна психика, която не позволява нервите ѝ да издържат на турнири от подобен ранг. Така, например, в два последователни шампионата (2004 и 2005) тя губи полуфиналните си срещу съответно срещу Серена Уилямс и Линдзи Дейвънпорт след като преди това е водела в резултата с удобна преднина. Допреди титлата ѝ от Откритото първенство на Австралия през 2006, Моресмо често е смятана за „най-великата тенисистка в историята на женския тенис, която никога не е печелила турнир от Големия шлем“. След като грабва и титлата от Уимбълдън, тя често се шегува „Не искам вече никой да говори за нервите ми повече.“ На Откритото първенство на Австралия през 2007 тя е защитаващия титлата си шампион. Въпреки това, тя губи от чешката тийнейджърка Луцие Шафаржова в четвъртия кръг. На следващия Голям шлем, Ролан Гарос, тя отново губи от Шафаржова, този път в третия кръг. На Уимбълдън губи от друга млада чехкиня – Никол Вайдишова – в четвъртия кръг. На Ю Ес Оупън не записва участие.
Моресмо е сред съвсем малкото тенис-играчи, тенисисти и тенисистки, които са достигали първата позиция без да се спечелили преди това Голям шлем. Друг пример за такъв играч е белгийката Ким Клейстерс, която се изкачва до върха през 2003, далеч преди да спечели първата си титла от Голям шлем на Ю Ес Оупън '05; Иван Лендъл, първият който достига до номер 1 през 1983, доста преди да спечели която и да е от осемте си титли от Големия шлем, чилиецът Марсело Риос, бивш водач в световната ранглиста при мъжете от 1998, който така и не успява да грабне голям трофей в кариерата си.

## Финали на WTA турнирите
| легенда                  |
| Голям шлем (2)           |
| Шампионат на WTA Тур (1) |
| I категория (6)          |
| II категория (14)        |
| III категория (0)        |
| IV-V категория (1)       |

### Титли на сингъл (24)
| \| титла № \| дата \| турнир \| настилка \| противник на финала \| резултат \| \| 1. \| 18 октомври, 1999 \| Братислава, Словакия \| твърда \| Ким Клайстърс \| 6 – 3, 6 – 3 \| \| 2. \| 11 януари, 2000 \| Сидни, Австралия \| твърда \| Линдзи Дейвънпорт \| 7 – 6(2), 6 – 4 \| \| 3. \| 5 февруари, 2001 \| Париж, Франция \| килим (закрит) \| Анке Хубер \| 7 – 6(2), 6 – 1 \| \| 4. \| 12 февруари, 2001 \| Ница, Франция \| килим \| Магдалена Малеева \| 6 – 2, 6 – 0 \| \| 5. \| 9 април, 2001 \| Амелия Айлънд, САЩ \| клей (открит) \| Аманда Кьотцер \| 6 – 4, 7 – 5 \| \| 6. \| 7 май, 2001 \| Берлин, Германия \| клей (открит) \| Дженифър Каприати \| 6 – 4, 2 – 6, 6 – 3 \| \| 7. \| 18 февруари, 2002 \| Дубай \| твърда (закрит) \| Сандрин Тестю \| 6 – 4, 7 – 6(3) \| \| 8. \| 12 август, 2002 \| Монреал, Канада \| твърда \| Дженифър Каприати \| 6 – 4, 6 – 1 \| \| 9. \| 28 април, 2003 \| Варшава, Полша \| клей \| Винъс Уилямс \| 6 – 7(6), 6 – 0, 3 – 0 (и отказване на Уилямс) \| \| 10. \| 27 октомври, 2003 \| Филаделфия, САЩ \| твърда \| Анастасия Мискина \| 5 – 7, 6 – 0, 6 – 2 \| \| 11. \| 3 май, 2004 \| Берлин, Германия \| клей \| Винъс Уилямс \| отказване на Уилямс \| \| 12. \| 10 май, 2004 \| Рим, Италия \| клей (открит) \| Дженифър Каприати \| 3 – 6, 6 – 3, 7 – 6(6) \| \| 13. \| 2 август, 2004 \| Монреал, Канада \| твърда \| Елена Лиховцева \| 6 – 1, 6 – 0 \| \| 14. \| 18 октомври, 2004 \| Линц, Австрия \| твърда (закрит) \| Елена Бовина \| 6 – 2, 6 – 0 \| \| 15. \| 25 октомври, 2004 \| Филаделфия, САЩ \| твърда \| Вера Звонарьова \| 3 – 6, 6 – 2, 6 – 2 \| \| 16. \| 14 февруари, 2005 \| Антверпен, Белгия \| килим (закрит) \| Винъс Уилямс \| 4 – 6, 7 – 5, 6 – 4 \| \| 17. \| 9 май, 2005 \| Рим, Италия \| клей (открит) \| Пати Шнидер \| 2 – 6, 6 – 3, 6 – 4 \| \| 18. \| 31 октомври, 2005 \| Филаделфия, САЩ \| твърда \| Елена Дементиева \| 7 – 5, 2 – 6, 7 – 5 \| \| 19. \| 13 ноември, 2005 \| Лос Анджелис, САЩ \| твърда (открит) \| Мери Пиърс \| 5 – 7, 7 – 6(3), 6 – 4 \| \| 20. \| 28 януари, 2006 \| Открито първенство на Австралия, Австралия \| твърда (открит) \| Жустин Енен-Арден \| 6 – 1, 2 – 0 и отказване на Енен-Арден \| \| 21. \| 12 февруари, 2006 \| Париж, Франция \| килим (закрит) \| Мери Пиърс \| 6 – 1, 7 – 6(2) \| \| 22. \| 19 февруари, 2006 \| Антверпен, Белгия \| килим (закрит) \| Ким Клайстърс \| 3 – 6, 6 – 3, 6 – 3 \| \| 23. \| 8 юли, 2006 \| Уимбълдън, Лондон, Великобритания \| трева \| Жустин Енен-Арден \| 2 – 6, 6 – 3, 6 – 4 \| \| 24. \| 18 февруари, 2007 \| Антверпен, Белгия \| килим \| Ким Клайстърс \| 6 – 4, 7 – 6(4) \| |                   |                                            |                 |                     |                                                |
| титла № | дата              | турнир                                     | настилка        | противник на финала | резултат                                       |
| 1. | 18 октомври, 1999 | Братислава, Словакия                       | твърда          | Ким Клайстърс       | 6 – 3, 6 – 3                                   |
| 2. | 11 януари, 2000   | Сидни, Австралия                           | твърда          | Линдзи Дейвънпорт   | 7 – 6(2), 6 – 4                                |
| 3. | 5 февруари, 2001  | Париж, Франция                             | килим (закрит)  | Анке Хубер          | 7 – 6(2), 6 – 1                                |
| 4. | 12 февруари, 2001 | Ница, Франция                              | килим           | Магдалена Малеева   | 6 – 2, 6 – 0                                   |
| 5. | 9 април, 2001     | Амелия Айлънд, САЩ                         | клей (открит)   | Аманда Кьотцер      | 6 – 4, 7 – 5                                   |
| 6. | 7 май, 2001       | Берлин, Германия                           | клей (открит)   | Дженифър Каприати   | 6 – 4, 2 – 6, 6 – 3                            |
| 7. | 18 февруари, 2002 | Дубай                                      | твърда (закрит) | Сандрин Тестю       | 6 – 4, 7 – 6(3)                                |
| 8. | 12 август, 2002   | Монреал, Канада                            | твърда          | Дженифър Каприати   | 6 – 4, 6 – 1                                   |
| 9. | 28 април, 2003    | Варшава, Полша                             | клей            | Винъс Уилямс        | 6 – 7(6), 6 – 0, 3 – 0 (и отказване на Уилямс) |
| 10. | 27 октомври, 2003 | Филаделфия, САЩ                            | твърда          | Анастасия Мискина   | 5 – 7, 6 – 0, 6 – 2                            |
| 11. | 3 май, 2004       | Берлин, Германия                           | клей            | Винъс Уилямс        | отказване на Уилямс                            |
| 12. | 10 май, 2004      | Рим, Италия                                | клей (открит)   | Дженифър Каприати   | 3 – 6, 6 – 3, 7 – 6(6)                         |
| 13. | 2 август, 2004    | Монреал, Канада                            | твърда          | Елена Лиховцева     | 6 – 1, 6 – 0                                   |
| 14. | 18 октомври, 2004 | Линц, Австрия                              | твърда (закрит) | Елена Бовина        | 6 – 2, 6 – 0                                   |
| 15. | 25 октомври, 2004 | Филаделфия, САЩ                            | твърда          | Вера Звонарьова     | 3 – 6, 6 – 2, 6 – 2                            |
| 16. | 14 февруари, 2005 | Антверпен, Белгия                          | килим (закрит)  | Винъс Уилямс        | 4 – 6, 7 – 5, 6 – 4                            |
| 17. | 9 май, 2005       | Рим, Италия                                | клей (открит)   | Пати Шнидер         | 2 – 6, 6 – 3, 6 – 4                            |
| 18. | 31 октомври, 2005 | Филаделфия, САЩ                            | твърда          | Елена Дементиева    | 7 – 5, 2 – 6, 7 – 5                            |
| 19. | 13 ноември, 2005  | Лос Анджелис, САЩ                          | твърда (открит) | Мери Пиърс          | 5 – 7, 7 – 6(3), 6 – 4                         |
| 20. | 28 януари, 2006   | Открито първенство на Австралия, Австралия | твърда (открит) | Жустин Енен-Арден   | 6 – 1, 2 – 0 и отказване на Енен-Арден         |
| 21. | 12 февруари, 2006 | Париж, Франция                             | килим (закрит)  | Мери Пиърс          | 6 – 1, 7 – 6(2)                                |
| 22. | 19 февруари, 2006 | Антверпен, Белгия                          | килим (закрит)  | Ким Клайстърс       | 3 – 6, 6 – 3, 6 – 3                            |
| 23. | 8 юли, 2006       | Уимбълдън, Лондон, Великобритания          | трева           | Жустин Енен-Арден   | 2 – 6, 6 – 3, 6 – 4                            |
| 24. | 18 февруари, 2007 | Антверпен, Белгия                          | килим           | Ким Клайстърс       | 6 – 4, 7 – 6(4)                                |

### Титли на двойки (2)
| титла № | дата              | турнир           | настилка       | партньор           | противници на финала            | резултат     |
| 1.      | 16 октомври, 2000 | Линц, Австрия    | твърд (закрит) | Чанда Рубин        | Ай Сугияма Натали Тозиа         | 6 – 4, 6 – 4 |
| 2.      | 16 юли, 2006      | Ийстбърн, Англия | трева          | Светлана Кузнецова | Лизел Хубер Мартина Навратилова | 6 – 2, 6 – 4 |

## Загубени финали на сингъл (24)
| финал № | дата               | турнир                                     | настилка        | противник на финала   | резултат                     |
| 1.      | 17 май, 1998       | Берлин, Германия                           | клей (открит)   | Кончита Мартинес      | 4 – 6, 4 – 6                 |
| 2.      | 31 януари, 1999    | Открито първенство на Австралия, Австралия | твърда (открит) | Мартина Хингис        | 2 – 6, 3 – 6                 |
| 3.      | 28 февруари, 1999  | Париж, Франция                             | килим (закрит)  | Серена Уилямс         | 2 – 6, 6 – 3, 6 – 7 (4)      |
| 4.      | 7 май, 2000        | Бол, Хърватия                              | клей (открит)   | Тина Писник           | 6 – 7(4), 6 – 7 (2)          |
| 5.      | 21 май, 2000       | Рим, Италия                                | клей (открит)   | Моника Селеш          | 2 – 6, 6 – 7(4)              |
| 6.      | 20 май, 2001       | Рим, Италия                                | клей (открит)   | Йелена Докич          | 6 – 7 (3), 1 – 6             |
| 7.      | 9 февруари, 2003   | Париж, Франция                             | килим (закрит)  | Серина Уилямс         | 2 – 6, 3 – 6                 |
| 8.      | 12 август, 2003    | Рим, Италия                                | клей (открит)   | Ким Клайстърс         | 6 – 3, 7 – 6(3), 0 – 6       |
| 9.      | 5 октомври, 2003   | Москва, Русия                              | килим (закрит)  | Анастасия Мискина     | 2 – 6, 4 – 6                 |
| 10.     | 10 ноември, 2003   | Шампионат на WTA Тур, САЩ                  | твърда (открит) | Ким Клайстърс         | 2 – 6, 0 – 6                 |
| 11.     | 17 януари, 2004    | Сидни, Австралия                           | твърда (открит) | Жустин Енен-Арден     | 4 – 6, 4 – 6                 |
| 12.     | 11 април, 2004     | Амелия Айлънд, САЩ                         | клей (открит)   | Линдзи Дейвънпорт     | 4 – 6, 4 – 6                 |
| 13.     | 2 август, 2004     | Олимпиада, Гърция                          | твърда (открит) | Жустин Енен-Арден     | 3 – 6, 3 – 6                 |
| 14.     | 10 октомври, 2004  | Филдерщат, Германия                        | твърда (закрит) | Линдзи Дейвънпорт     | 2 – 6 и отказване на Моресмо |
| 15.     | 13 февруари, 2004  | Париж, Франция                             | килим (закрит)  | Динара Сафина         | 4 – 6, 6 – 2, 3 – 6          |
| 16.     | 27 август, 2004    | Ню Хевън, САЩ                              | килим (закрит)  | Линдзи Дейвънпорт     | 4 – 6, 4 – 6                 |
| 17.     | 4 март, 2006       | Доха, Катар                                | твърда (открит) | Надя Петрова          | 3 – 6, 5 – 7                 |
| 18.     | 24 септември, 2006 | Пекин, Китай                               | твърда          | Светлана Кузнецова    | 4 – 6, 0 – 6                 |
| 19.     | 13 ноември, 2006   | Шампионат на WTA Тур, Испания              | твърда (закрит) | Жустин Енен-Арден     | 5 – 7, 7 – 6(3), 6 – 4       |
| 20.     | 24 февруари, 2007  | Дубай, Обединени арабски емирства          | твърда (открит) | Жустин Енен-Арден     | 4 – 6, 5 – 7                 |
| 21.     | 26 май, 2006       | Страсбург, Франция                         | клей (открит)   | Анабел Медина-Гаригес | 4 – 6, 6 – 4, 4 – 6          |
| 23.     | 8 юли, 2006        | Ийстбърн, Великобритания                   | трева (открит)  | Жустин Енен           | 5 – 7, 7 – 6(4), 7 – 6(2)    |

### Загубени финали на двойки (2)
| финал № | дата        | турнир                    | настилка       | партньор           | противници на финала  | резултат     |
| 1.      | 3 юли, 2005 | Уимбълдън, Великобритания | трева (открит) | Светлана Кузнецова | Лизел Хубер Кара Блек | 6 – 2, 6 – 4 |

## Представяне на турнирите на сингъл през годините
За да се предотврати двойно отичтане на резултатите, информацията в тази таблица се отчита само когато участието на участника в турнира е завършило. Последното събитие, отчетено в таблицата е Купа Кремъл'07, което приключи на 9 септември 2007.
| Турнир                          | 1995  | 1996  | 1997    | 1998    | 1999    | 2000    | 2001    | 2002    | 2003    | 2004    | 2005    | 2006    | 2007    | СО през цялата кариерата | Победи-загуби през цялата кариера |
| ------------------------------- | ----- | ----- | ------- | ------- | ------- | ------- | ------- | ------- | ------- | ------- | ------- | ------- | ------- | ------------------------ | --------------------------------- |
| Открито първенство на Австралия | НУ    | НУ    | НУ      | 3К      | Ф       | 2К      | 4К      | ЧФ      | НУ      | ЧФ      | ЧФ      | Т       | 4К      | 1 / 9                    | 34 – 8                            |
| Ролан Гарос                     | 1К    | 2К    | 2К      | 1К      | 2К      | 4К      | 1К      | 4К      | ЧФ      | ЧФ      | 3К      | 4К      | 3К      | 0 / 13                   | 24 – 13                           |
| Уимбълдън                       | НУ    | НУ    | НУ      | 2К      | НУ      | 1К      | 3К      | ПФ      | НУ      | ПФ      | ПФ      | Т       | 4К      | 1 / 8                    | 28 – 7                            |
| Ю Ес Оупън                      | НУ    | НУ    | НУ      | 3К      | 4К      | НУ      | ЧФ      | ПФ      | ЧФ      | ЧФ      | ЧФ      | ПФ      | НУ      | 0 / 8                    | 31 – 8                            |
| Титли от Големия шлем           | 0 / 1 | 0 / 1 | 0 / 1   | 0 / 4   | 0 / 3   | 0 / 3   | 0 / 4   | 0 / 4   | 0 / 2   | 0 / 4   | 0 / 4   | 2 / 4   | 0 / 3   | 2 / 38                   | -                                 |
| Победи-загуби на Големия шлем   | 0 – 1 | 1 – 1 | 1 – 1   | 5 – 4   | 10 – 3  | 4 – 3   | 9 – 4   | 17 – 4  | 8 – 2   | 17 – 4  | 15 – 4  | 22 – 2  | 8 – 3   | -                        | 117 – 36                          |
| Шампионат на WTA Тур            | НУ    | НУ    | НУ      | НУ      | 4К      | НУ      | 4К      | НУ      | Ф       | ПФ      | Т       | Ф       |         | 1 / 6                    | 12 – 9                            |
| Токио                           | НУ    | НУ    | НУ      | НУ      | НУ      | НУ      | НУ      | НУ      | НУ      | НУ      | НУ      | НУ      | НУ      | 0 / 0                    | 0 – 0                             |
| Индиън Уелс                     | НУ    | НУ    | НУ      | НУ      | НУ      | 2К      | НУ      | НУ      | ЧФ      | НУ      | 3К      | НУ      | НУ      | 0 / 3                    | 4 – 2                             |
| Маями                           | НУ    | НУ    | НУ      | 2К      | 3К      | НУ      | НУ      | НУ      | 4К      | НУ      | ПФ      | ПФ      | НУ      | 0 / 5                    | 12 – 5                            |
| Чарлстън                        | НУ    | НУ    | ГК      | 1К      | 2К      | НУ      | ЧФ      | 2К      | НУ      | НУ      | НУ      | НУ      | НУ      | 0 / 5                    | 4 – 5                             |
| Берлин                          | НУ    | НУ    | НУ      | Ф       | 3К      | 2К      | Т       | чф      | ПФ      | Т       | ЧФ      | ПФ      | 3К      | 2 / 10                   | 30 – 7                            |
| Рим                             | НУ    | НУ    | НУ      | ГК      | ПФ      | Ф       | Ф       | ЧФ      | Ф       | Т       | Т       | НУ      | 2R      | 2 / 9                    | 29 – 7                            |
| Сан Диего1                      | НУ    | НУ    | НУ      | НУ      | 1К      | НУ      | НУ      | НУ      | НУ      | 2К      | НУ      | НУ      | НУ      | 0 / 2                    | 0 – 2                             |
| Монреал/Торонто                 | НУ    | НУ    | НУ      | 1К      | НУ      | НУ      | 3К      | Т       | ЧФ      | Т       | ПФ      | НУ      | НУ      | 2 / 6                    | 16 – 4                            |
| Москва                          | НУ    | НУ    | НУ      | НУ      | НУ      | ПФ      | 2К      | ПФ      | Ф       | НУ      | 2К      | ЧФ      | 1К      | 0 / 7                    | 9 – 7                             |
| Цюрих                           | НУ    | НУ    | НУ      | 2К      | НУ      | НУ      | НУ      | НУ      | 2К      | НУ      | 2К      | ЧФ      |         | 0 / 4                    | 2 – 3                             |
| Брой турнири, в които участва   | 1     | 4     | 15      | 21      | 16      | 14      | 16      | 17      | 17      | 17      | 19      | 17      | 11      | -                        | 185                               |
| Достигнати финали               | 0     | 0     | 0       | 1       | 3       | 3       | 5       | 2       | 6       | 9       | 7       | 7       | 3       | -                        | 46                                |
| Спечелени титли                 | 0     | 0     | 0       | 0       | 1       | 1       | 4       | 2       | 2       | 5       | 4       | 4       | 1       | -                        | 24                                |
| Победи-загуби на твърди кортове | 0 – 0 | 1 – 1 | 5 – 3   | 16 – 8  | 21 – 8  | 5 – 4   | 15 – 6  | 25 – 5  | 23 – 10 | 34 – 6  | 32 – 10 | 24 – 7  | 8 – 6   | -                        | 208 – 71                          |
| Победи-загуби на клей           | 3 – 1 | 1 – 1 | 5 – 7   | 12 – 7  | 7 – 4   | 13 – 4  | 15 – 3  | 7 – 4   | 15 – 3  | 18 – 3  | 9 – 2   | 6 – 2   | 6 – 4   | -                        | 117 – 45                          |
| Победи-загуби на тревни кортове | 0 – 0 | 1 – 1 | 2 – 2   | 1 – 2   | 0 – 0   | 0 – 1   | 2 – 1   | 7 – 2   | 1 – 1   | 7 – 2   | 5 – 2   | 7 – 1   | 6 – 2   | -                        | 39 – 17                           |
| Победи-загуби на килим          | 0 – 0 | 0 – 1 | 5 – 3   | 2 – 4   | 6 – 3   | 6 – 4   | 10 – 1  | 6 – 3   | 6 – 2   | 0 – 0   | 7 – 2   | 13 – 3  | 6 – 2   | -                        | 67 – 27                           |
| Общо победи-загуби              | 3 – 1 | 3 – 4 | 17 – 15 | 31 – 21 | 34 – 15 | 24 – 13 | 42 – 11 | 45 – 14 | 45 – 16 | 59 – 11 | 53 – 16 | 50 – 13 | 27 – 13 | -                        | 431 – 1602                        |
| Класиране в края на сезона      | 290   | 159   | 109     | 29      | 10      | 16      | 9       | 6       | 4       | 2       | 3       | 3       |         | -                        | -                                 |

- НУ = не участва в турнира
- Т = титла
- Ф = финал
- ПФ = полуфинал
- ЧФ = четвъртфинал
- 1К,2К,3К... = съответния кръг от надпреварата
- – = неясна все още информация поради продължаваща активна кариера
- СО = равносметка между броя на спечелените турнири и общо участията
- ГК = губи в квалификациите за турнира
- 1 Турнирът в Сан Диего придобива статут на I категория през 2004.
- 2 Ако включим и участията от турнирите на ITF (Твърда настилка: 9 – 12; Клей: 7 – 6; Трева: 8 – 2; Килим: 5 – 4) и Фед къп (23 – 5), общият баланс победи-загуби става 483 – 189.

## Награди и почести
- „Почетен легион“ – френски орден, връчен лично от бившия френски президент Жак Ширак през март 2007;
- „Играч на годината“, връчена в Маями през март 2007 за постиженията в областта на тениса през 2006 година;
- „Пробив в световния спорт“ на наградите Laureus за постижения в областта на спорта, през април 2007;
- от 14 юни 2004 е официален посланик на Мира (благотворителна кауза на WTA Тур и Уърпул Европа;
- Sanex's Prix du Public, връчена по време на Ролан Гарос 2003 след обществено гласуване;
- восъчна статуя, копие на истинската Амели в намален наполовина ръст, в Гревинския восъчен музей в Париж, официално открита на 28 май 2003;
- част от Съвета на играчите на WTA Тур през 2002 година;
- шампион от Ролан Гарос и Уимбълдън през 1996 при девойките, както и световен шампион от 1996 на Международната тенис федерация.

## Блиц
- ...името на майка ѝ е Франсоаз, а това на вече покойният ѝ баща (умира на 12 март 2004) – Франсис...
- ...по-големият ѝ брат, Фабиен, е инженер по професия – също като баща си...
- ...казва, че е решила да се занимава с тенис когато е била на 4, гледайки по телевизията печелещия Ролан Гарос Яник Ноа през 1983...

...затова е особено поласкана когато именно той отправя към нея покана да се присъедини към френския отбор за Фед къп през 1998...
- ...обожава скоростното спускане със ски, ездата, сърфирането и музиката на Дайдо...
- ...вече пета година се грижи за златния си ретрийвър София...
- ...услажда ѝ се червеното вино дотолкова, че притежава собствена изба в дома си в Женева...
- ...казва, че най-сладкият момент в кариерата ѝ е осъществяването на мечтата да е първият френски тенис-играч, покорил върха на световната ранглиста през септември 2004...

## Приходи от наградни фондове
| Година           | Титли от Голям шлем | Титли от WTA Тур | Общо титли | Приходи ($)                                                    | Класиране в класацията                                 |
| ---------------- | ------------------- | ---------------- | ---------- | -------------------------------------------------------------- | ------------------------------------------------------ |
| 1998             | 0                   | 0                | 0          | 187,084 Архив на оригинала от 2018-12-15 в Wayback Machine.    | 39 Архив на оригинала от 2018-12-15 в Wayback Machine. |
| 1999             | 0                   | 1                | 1          | 582,468 Архив на оригинала от 2018-12-15 в Wayback Machine.    | 13 Архив на оригинала от 2018-12-15 в Wayback Machine. |
| 2000             | 0                   | 1                | 1          | 365,074 Архив на оригинала от 2018-12-15 в Wayback Machine.    | 24 Архив на оригинала от 2018-12-15 в Wayback Machine. |
| 2001             | 0                   | 4                | 4          | 867,702 Архив на оригинала от 2018-12-15 в Wayback Machine.    | 11 Архив на оригинала от 2018-12-15 в Wayback Machine. |
| 2002             | 0                   | 2                | 2          | 1,073,807 Архив на оригинала от 2018-12-15 в Wayback Machine.  | 9 Архив на оригинала от 2018-12-15 в Wayback Machine.  |
| 2003             | 0                   | 2                | 2          | 1,632,909 Архив на оригинала от 2018-12-15 в Wayback Machine.  | 5 Архив на оригинала от 2018-12-15 в Wayback Machine.  |
| 2004             | 0                   | 5                | 5          | 1,964,070 Архив на оригинала от 2018-12-15 в Wayback Machine.  | 6 Архив на оригинала от 2018-12-15 в Wayback Machine.  |
| 2005             | 0                   | 4                | 4          | 2,843,708 Архив на оригинала от 2018-12-15 в Wayback Machine.  | 2 Архив на оригинала от 2018-12-15 в Wayback Machine.  |
| 2006             | 2                   | 2                | 4          | 3,469,727 Архив на оригинала от 2018-01-10 в Wayback Machine.  | 2 Архив на оригинала от 2018-01-10 в Wayback Machine.  |
| 2007             |                     |                  |            |                                                                |                                                        |
| В цялата кариера | 2                   | 21               | 23         | 13,453,690 Архив на оригинала от 2018-12-15 в Wayback Machine. | 11 Архив на оригинала от 2018-12-15 в Wayback Machine. |